# 10510 Максшреєр
10510 Максшреєр (10510 Maxschreier) — астероїд головного поясу, відкритий 3 квітня 1989 року.
Тіссеранів параметр щодо Юпітера — 3,639.